# Krvava Meri
Krváva Marija (angleško Bloody Mary) je klasičen koktajl vrste pijača iz visokega kozarca (Longdrink).

## Sestava
- 1 del vodke, cca 4 cl
- 4 – 5 delov paradižnikovega soka
- okus se zaokroži s soljo, poprom, limoninim sokom, tabascom in/ali Worcestersko omako

## Priprava
V visok kozarec dajte nekaj kock ledu, dodajte vse sestavine (razen prvih dveh lahko izbor omejite). Premešajte počasi od spodaj navzgor.
Kot okras lahko daste na rob kozarca rezino limone.
Krvava Marija naj bi po izročilu pomagala proti »mačku«. Ta učinek lahko povečate, če zmanjšate delež vodke.
Pijača je dobila ime po angleški kraljici Mariji I. Tudor in njenem krvavem preganjanju škotskih protestantov v 16. stoletju.
Če pijačo strežejo brez vodke, se imenuje devica Marija (Virgin Mary) ali »krvava sramota« (Bloody Shame). Ta pijača se imenuje po Mariji, Kristusovi materi.